# 磯山さやか
磯山 さやか（いそやま さやか、1983年10月23日 - ）は、日本のグラビアアイドル、タレント、女優、司会者、スポーツライター、ファッションモデル。本名同じ。
愛称は、いそっち（表記揺れ：磯っち）。ホリ・エージェンシー（2021年9月まで）を経てLifika所属。
茨城県水戸市生まれ、鹿島郡鉾田町（現・鉾田市鉾田地区）育ち。茨城県立鉾田第二高等学校卒業。

## 来歴
- 高校2年のときにオーディション雑誌の募集案内を見て、部活を1日休み、東京見物を兼ね軽い気持ちでホリプロスカウトキャラバンを受けるも、2次審査で落選。帰ろうと思っていた矢先、審査員の一人であったホリエージェンシーの社員に「うちのオーディションを受けてみない?」とスカウトされ、2度目のオーディションで合格し、2001年に芸能界デビューする[3]。
- 2003年ごろから、12球団対抗の正月特番、キャンプ取材、中畑清との対談など、野球関連の仕事が増え始める。
- 2005年、高校の野球部マネージャーの経験を生かし、『SWALLOWS BASEBALL L!VE』（フジテレビ739）に女子マネージャーとしてレギュラー出演。2006年には、古田敦也選手兼任監督（当時）公認女子マネージャーに任命される。
- 2005年11月16日、「風のゆくえ/ちいさなせかい」でCDデビューを果たす。
- 2006年1月、『2ndハウス』（テレビ東京）でドラマ初主演。
- 2006年、いばらき大使[4]に任命され、同年1月「漫遊いばらき観光キャンペーン推進協議会」のテレビCMでキャンペーンガールを務める。
- 2008年12月、地元鉾田市から初代「鉾田大使」に任命される[4]。
- 2008年10月、『水戸黄門』第39部（TBS）にレギュラー出演。11月24日放送の第7話では由美かおると入浴シーンを演じた。
- 2009年3月、コアリズムの『典型的日本人体型脱出プロジェクト磯山くびれ大作戦!』に挑戦する。2009年5月、挑戦開始57日目で目標の部分やせ合計マイナス30センチを達成した。挑戦開始時に「部分やせダイエットに成功したら、心も体もヌードになります」と宣言し、7月10日発売の女性誌『FRaU』にて公約通り、セミヌードを披露した。ダイエットによって、胸が多少小さくなったと告白している。
- 2014年12月5日発売の『AneCan』2015年1月号より「ぷにモデル」として同誌専属モデルを務めた[5]。同誌2014年10月号掲載のファッション特集「ぷにぷに肉ニット」へ「肉モデル」として登場した際に読者からの反響が大きかったことから、「ぽっちゃり女子」ブームの新たなファッションアイコンとして、「冬の着ぶくれ」を克服するコーディネートなどを披露している[6]。
- 2021年10月8日、金曜日レギュラーとして出演している『高田文夫のラジオビバリー昼ズ』（ニッポン放送）内で、同年9月末を以てホリエージェンシーを退所し独立したことを明らかにした[7]。同日、新事務所「Lifika」の設立を発表[2]。
- 2022年4月21日、アミノセルス製薬株式会社が販売を手掛ける「ターミナリアスリム」のアンバサダーに就任したことが発表された[8]。
- 2023年6月公開の『愛のこむらがえり』で、2005年の『まいっちんぐマチコ!ビギンズ』以来17年ぶりとなる映画主演（吉橋航也とのダブル主演）[9][10][11]。同年10月には6年ぶりに水着写真集『and more』を発売し[12]、重版も決定[13]。同写真集は、初版発売から1年経過した2024年10月にも重版第4刷で異例のロングセールスとなった[14]。
- 2025年2月6日、FRIDAY創刊40th記念企画「グラデミー賞」にてレジェンド賞を受賞した[15][16]。
- 2025年7月30日、主演映画『愛のこむらがえり』のブルーレイ&DVDの発売が発表されたが[17]、6日後の8月5日、「諸般の事情により」として、発売が中止となることが明らかになった[18]。

## 人物
- 幼稚園の卒園式で将来なりたい職業を発表する機会があり、「アイドルになりたい」と答えた。
- 中学生までは体が弱く、出席日数が足りなくなるほど学校も休みがちで、病院に行ってから登校することも度々あった[3]。
- HSP（ハイリー・センシティブ・パーソン = 感覚処理過敏症）であることを公表している[19]。
- 特技はバトン。中学生のときは陸上部に入りたかったが、体が弱かったことから吹奏楽部に所属[20]。そのためトランペットとアルトサックスも吹ける。高校生のときは野球部に所属しマネージャーを務めていたためスコアブックを付けることができる。過去のプロフィールでは皿回しやインラインスケートを挙げていたこともある。
- スポーツ観戦を好む。野球、サッカー、格闘技などを、仲の良いタレント、番組スタッフや兄夫婦らと観戦することが多い。野球は、東京ヤクルトスワローズのファンである。サッカーは、鹿行地域が本拠地の鹿島アントラーズのファンである。しかし、好きな選手としてジュビロ磐田に当時所属していた福西崇史を挙げたことがある。
- バラエティ番組では、グラビアアイドルらしい色っぽいお風呂の入り方、グラビアポーズを披露するなど自身のセクシーさをネタとして使うこともある。
- 過去のプロフィールに「アイドル研究」を挙げていたこともあり、グラビアアイドルの写真集の収集が趣味である。杏さゆり、酒井若菜、安めぐみ、熊田曜子、リア・ディゾン、西田麻衣のファンであることを公言している。ほかのグラビアアイドルたちと積極的に親交を深めている。MEGUMI、ほしのあき、熊田曜子らと互いにバストを触り合い、その感触について詳細にコメントしている。また自身のバストについては、その柔らかさから「水パイ」と呼んでいる。2006年10月27日、『未来創造堂』（日本テレビ）にて、顔を隠したグラビア写真でモデルが誰かを当てるという出題に対し、根拠の解説まで付けた上で全問正解した。2009年4月13日、『世界まる見え!テレビ特捜部』（日本テレビ）でも全問正解し、撮影時期が少し古いというところまで言い当てた。
- 「美ヘソ」と評される自身のヘソについて、本人は「ヘソが縦に長いのは変」と長らくコンプレックスにしていた[21]。
- 部屋では全裸で過ごす。帰宅後、玄関から服を脱ぎ、そのまま部屋や廊下を一通り周った後ベッドに倒れこみリラックスするのが日課になっている。その後はパジャマに着替えて過ごすとのこと。
- モーニング娘。の安倍なつみに憧れ、モーニング娘。のオーディションを受けるも、書類選考で落選している（2006年8月8日放送の『ロンドンハーツ』（テレビ朝日）で、元メンバーの中澤裕子、石黒彩、保田圭と共演した際に発言）。本人曰く「初告白だから事務所も知らない過去」とのこと。2007年12月18日、自ら司会を務める番組、『城咲仁と磯山さやかの極めみち』（GyaO）の生放送中に、自分が落選した追加オーディションの合格者は後藤真希だったことを公表した。
- 前述の通り、高校時代に野球部のマネージャーを務めていたことからスポーツには詳しく、東京中日スポーツ（中日新聞東京本社）では競艇関係のコラムを執筆していた時期があった。また、週刊大衆（双葉社）にスポーツに関するエッセイを連載している。
- 志村魂（2010年から）や『志村けんのバカ殿様』に出演するなど、志村けんファミリーの一員である。
- 系列事務所（ホリプロ）の後輩である大島麻衣（元AKB48所属メンバー）と仲が良いことで知られる。磯山は大島のことを「マイマイ」、大島は磯山のことを「磯っち」とそれぞれ呼んでいる。大島がレギュラー出演する『バナナマンのブログ刑事』（東海テレビ）では、大島がインフルエンザで収録を休んだ際に磯山が大島の代役を務めた。
- 9歳年上の兄がおり、『私の何がイケないの?』（TBS）出演時、かなりのブラザーコンプレックスであることを明かした。「お兄ちゃん以上のひとはいない」「お兄ちゃんの代わりはいない」などの発言以外にも、大島麻衣たちとの食事の際、「お兄ちゃんのクローンがいたら、即、結婚する」と発言した。
- 2012年2月の『ロンドンハーツ』「うぬぼれ注意オンナの自分番付！」にて、喜んだ際に握りこぶしで腕をドタバタさせる姿がドラえもんに似ていたため、それ以降、当番組では「イソえもん」と呼ばれている。

### 野球
- 高校時代に野球部のマネージャーになったのは、家族が野球好きだったこと、『タッチ』の登場人物である浅倉南に憧れていたから[20]。サッカー部マネージャーと迷ったが「チャラい感じがする」という理由で野球部を選んだと述べている。
- 高校在学中の芸能活動が野球部監督の耳に入り、退部を宣告されてしまう（高野連はたとえマネージャーであっても部員の芸能活動には厳しいため）。しかし、涙ながらに「それだけは勘弁して下さい!」と頼み込み、表面上は退部した体でマネージャー業は卒業まで続けることができた。少し前に先輩が引退し、さらにチーフマネージャーの立場になっていた責任があった[3]。
- 川﨑宗則（シアトル・マリナーズ）のファンだったと公言していた時期があるが、プロ野球にさほど精通していなかった頃、正月特番でプロ野球12球団選手とのボウリング番組に出演し、選手の名前を知らない状況下で優しく話しかけてくれたのが当時福岡ダイエーホークスの川﨑であり、その時のお礼を含めて「川﨑選手を応援しています!!」と発言していただけと釈明した[22]。東京ヤクルトスワローズ公認女子マネージャーの任命後は、好きな選手にスワローズの宮本慎也を挙げており、バラエティ番組でVTRにてコメントを送られた。
- 「野球で好きなプレーは6-4-3のゲッツー」と公言するほどにショート（遊撃手）を大変好み、特に高校時代は毎年ショートの先輩に憧れていたとコメントしている。
- 『プロ野球珍プレー・好プレー大賞』（フジテレビ）に出演した際、金村義明に「青木宣親と結婚したらいい。結婚したら青木さやかになるから」と言われた。
- 当時、野球部員が少なかったため、通常マネージャーがあまり関わらないノックの手伝い・ピッチングマシンの球補給・球拾いなどの雑用も積極的にこなしていた。有名雑誌にグラビア掲載された際、クラスの友人などはそのことに興味津々で接してきたが、野球部員や監督は磯山の前で一切触れなかったため、妙な違和感があったという[20]。
- 2006年11月12日、「野球狂グラビアアイドル」の肩書きで『ジャンクSPORTS』（フジテレビ）へ出演。十八番である「好きなプレーは6-4-3の〜」など、野球好きの琴線に触れる細かなディテールを熱弁し、徳光和夫から「いいお嬢さんだねぇ」と絶賛される。
- 2008年7月、全国高等学校野球選手権茨城大会にて茨城県立鉾田第二高等学校が3回戦へ初進出した際、母校の野球部へソフトドリンクの差し入れと御祝いメッセージを送った。
- 2010年3月27日、パ・リーグ公式戦「千葉ロッテマリーンズ」対「北海道日本ハムファイターズ」（千葉マリンスタジアム）において、通例の投手ではなく、捕手での始球式を行った。この年、婚活をしていたため、衣装は純白の半袖ウエディングドレス、キャッチャーミットも白であった。投手は当時独身のルーキー荻野貴司で、左打席に西村徳文監督（ロッテ）が立った。時速90キロで暴投気味な外角高めの球を好捕している。

### 逸話
- 2001年2月、『HERO』（フジテレビ）第5話でドラマデビューしたが、余りに茨城訛りが強かったため何テイクもNGを出した。
- 2008年4月18日、『検定ジャポン』（フジテレビ）のテーマ「静岡県」放送回でトップ賞となり、金の静岡プレートを獲得。「人生で初めてです、一番獲ったの」とコメントした。
- 2008年のM-1グランプリにて、栃木県出身の漫才コンビU字工事が『茨城の女』としてネタにしている。放送当日はラジオ出演のため、当初はそのことを把握していなかったが、周囲から伝えられ喜んでいた。さらに本人のブログでは、彼らのギャグ『ごめんねごめんね〜』を用い彼らにメッセージを送っている。
- 『オジサンズ11』（日本テレビ）へのゲスト出演時、痴漢被害に遭った際のエピソードを披露した。

## 出演

### テレビ

#### ドラマ（ゲスト出演含む）
- HERO 第5話（2001年2月5日、フジテレビ） - バスの女子高生 役
- 早乙女タイフーン（2001年7月 - 9月、テレビ朝日）
- お見合い放浪記（2002年10月、NHK） - ポスターの美女 役
- 超星神グランセイザー（2003年10月 - 2004年9月、テレビ東京） - 早乙女蘭 / セイザーヴィジュエル 役
- エ・アロール 第2話（2003年10月、TBS） - デリヘル嬢「マロン」 役
- 2ndハウス（2006年1月13日 - 3月31日、テレビ東京） - 主演・中嶋亜希 役
- ワタシ2.1（2007年9月25日、関西テレビ） - 佐野美月 役
- 水戸黄門 第39部（2008年10月13日 - 2009年3月23日、TBS） - 山野辺早月 役
- リセット 第13話（2009年4月10日、読売テレビ） - 倉木麗奈 役
- 東京DOGS 第7話（2009年11月30日、フジテレビ）
- まっつぐ〜鎌倉河岸捕物控〜 第7話「亮吉 失踪」（2010年6月19日、NHK） - おきぬ 役
- 示談交渉人 ゴタ消し 第2話（2011年1月13日、読売テレビ） - 村田かおり 役
- 月曜ゴールデン『警視庁機動捜査隊216 II』（2011年10月31日、TBS） - 吉岡真里菜 役
- ハングリー! 第8話（2012年2月28日、関西テレビ）
- オンナ♀ルール 幸せになるための50の掟（2013年4月8日 - 6月14日、NOTTV） - 松本ななみ 役
- 金曜ロードSHOW!『磁石男2015』（2015年9月18日、日本テレビ）
- もみ消して冬〜わが家の問題なかったことに〜 第1話（2018年1月13日、日本テレビ） - 島畑富士子 役
- 我が家の問題 第1話（2018年2月4日、NHK BSプレミアム） - 佐々木亜衣 役
- 正義のセ 第3話（2018年4月25日、日本テレビ） - 沢井七美 役
- オトナの土ドラ「ミラー・ツインズ」Season1 第5話（2019年5月4日 、東海テレビ・フジテレビ系） - 山沢千鶴 役
- わたし旦那をシェアしてた（2019年7月4日 - 9月6日、日本テレビ） - 浅野真紀 役[23]
- 科捜研の女 SEASON19 第11話  （2019年8月1日、テレビ朝日） - 和田芽衣子 役
- これは経費で落ちません! 第3話（2019年8月9日、NHK）
- 4分間のマリーゴールド 第4話・第6話・第7話・第9話・最終話（2019年11月22日、TBS） - 千冬 役
- 女ともだち（2020年4月12日 - 7月26日、BSテレ東） - 小野沢ちさと 役
- 月曜プレミア8『再雇用警察官』（2020年5月11日、テレビ東京） - 本条名保子 役
  - 再雇用警察官2（2021年6月28日）
  - 再雇用警察官3（2021年12月13日）
  - 再雇用警察官4（2022年7月4日）
  - 再雇用警察官5（2023年3月13日）
- どんぶり委員長 第7話（2020年12月6日、BSテレ東） - 吉田トキエ 役[24]
- レッドアイズ 監視捜査班 最終話（2021年3月27日、日本テレビ） - 鳥羽梓 役
- 探偵☆星鴨 第5話（2021年5月25日、日本テレビ） - 西田 役[25]
- 孤独のグルメ Season9 第4話（2021年7月31日、テレビ東京） - 女性店員 役[26]
- 大河ドラマ 鎌倉殿の13人 第42回（2022年11月6日、NHK） - サツキ 役[27]
- 君が、おにぎり好きだから。（2023年3月4日 - 25日、中京テレビ） - 白田愛 役 [28]
- 嘘解きレトリック（2024年10月7日 - 12月16日、フジテレビ） - 倉田ヨシ江 役[29]
- 夫よ、死んでくれないか（2025年4月7日 - 6月23日、テレビ東京） - 主演・榊友里香 役（安達祐実、相武紗季とトリプル主演）[30]

#### バラエティ（単発番組は省略）
- 鈴木あみのアイドルダウンロードショー（2000年12月 - 2001年3月、BSフジ）
- もっとアイドルダウンロードショー（2001年4月 - 9月、BSフジ）
- アイドルアイランド（2001年10月 - 2002年3月、BSフジ）
- 磯山さやかの禁じられた夜遊び（イーピー放送）
- フューチャーガールズ（2003年4月3日 - 9月25日、東海テレビ）
- あいどるch（2004年1月27日 - 2004年3月9日、京都チャンネル）
- リサッチ（2007年1月11日 - 2009年3月26日、東海テレビ）
- 主治医が見つかる診療所（2007年3月19日 - 2008年9月22日、テレビ東京）
- アッコにおまかせ!（2007年 - 2008年、TBS） - 準レギュラー
- 熱闘!ゴルフ向上委員会（2008年10月4日 - 2009年3月28日、テレビ東京）
- たかじんのそこまで言って委員会（2009年5月24日、読売テレビ）- ゲスト出演
- 道草〜クルマで気ままに（2009年6月、テレビ東京） - マンスリー、旅人
- 磯山さやかの「流行発信☆磯山ランド」（2009年10月10日 - 2010年10月3日、BS日テレ）
- 志村けんのバカ殿様（フジテレビ） - 腰元役
- 磯山さやかの旬刊!いばらき（2011年4月22日 - 2018年4月、テレビ朝日）
- notty★LIVE 7時間!（2012年4月 - 7月、NOTTV）※火曜日MC
- notty★live（2012年8月 - 2013年3月、NOTTV）※火曜日MC
- 青木隆治のエンタメまるっとLIVE（2013年4月 - 2014年3月、NOTTV）※火曜日MC
- 山中秀樹のあそびにマジメ（2013年4月30日 - 、BSフジ） - アシスタント（月1回）
- テレビでハングル講座（2014年度、NHK Eテレ） - 生徒役
- 鉄道紀行 ニッポンぶらり鉄道旅 第9回（2014年6月12日、NHK BSプレミアム） - 旅人
- 志村でナイト（2018年10月10日 - 2020年3月31日、フジテレビ）
- ハイスクールQ 〜ニュースを学ぶクイズ〜（2019年5月12日 - 9月29日、BSテレ東） - 司会者
- 発見!タカトシランド（北海道文化放送）
  - 2020年2月21日 - 札幌・澄川エリアでいいとこ探し!
  - 2020年2月28日 - 札幌・伏見環状通エリアでいいとこ探し!
  - 2021年5月21日 - 札幌・東札幌エリアでいいとこ探し!
  - 2021年5月28日 - 札幌・市電西線エリアでいいとこ探し!
  - 2022年8月19日 - 札幌・山の手エリアでいいとこ探し!
  - 2022年8月26日 - 札幌・北円山エリアでいいとこ探し!
  - 2024年5月17日 - 南幌エリアでお宝店を発見! SP
  - 2024年5月24日 - 大麻エリアでお宝店を発見! SP

#### プロ野球関連
- SWALLOWS BASEBALL L!VE（2005年 - 2006年、フジテレビ739） - 番組女子マネージャー
  - 2005年は東京ヤクルトスワローズ公認女子マネージャーとして、2006年には古田敦也選手兼任監督公認女子マネージャーとしてアシスタントやレポーターで出演した。
- スワローズTV（2006年、フジテレビ739）
- レッド吉田☆磯山さやか みんなのMLB（2008年4月 - 10月、スカチャン） - 毎月第1火曜日
- pluspo（2010年10月9日 - 2011年3月26日、東海テレビ） - 司会
- プロ野球 パ・リーグ応援宣言! 俺がやる。ホークス中継2014（2014年5月11日、TOKYO MX） - 司会
- 2021年の日本シリーズ第6戦（2021年11月27日、TBS） - ヤクルト側ベンチリポーター
- 超・つば九郎タイムス（2022年3月24日、フジテレビONE）
- プロ野球ニュース（2022年3月25日 - 、フジテレビONE） - 金曜MC

#### ボートレース関連
- 磯山さやかのBOAT RACE Cafe（2012年1月6日 - 2月24日、テレビ東京）
- BOAT RACEライブ→BOAT RACEプレミア（2013年 - 2021年3月、BSフジ・BS日テレ他）
- BOAT RACEプレミア〜ハートビートボート+〜（2021年4月 - 2025年3月、BSフジ）
- BOAT RACEプレミア 全力YELL!ボートレーススピリッツ（2025年4月 - 、BSテレ東）

※「BOAT RACEライブ」はビッグレースのみMC。2020年度からの「BOAT RACEプレミア」はボートレースダービーまでスペシャルサポーター、11月のチャレンジカップから翌2021年3月のボートレースクラシックまで準優勝戦・優勝戦MC。2021年4月より「ハートビートボート+」のMCを担当。

### ラジオ
- レコメン! ケータイ新聞部（2007年11月 - 2008年3月26日、文化放送） - 月曜日から水曜日担当
- イーアスつくばトーキングモールプラス（2009年4月5日 - 2009年6月7日、茨城放送） - 毎月第1日曜日に出演
- 小宮さん 磯山さやか この人と語ろう（2011年4月 - 5月、ラジオ日本）
- 高田文夫のラジオビバリー昼ズ（2012年1月13日 - 、ニッポン放送） - 金曜日アシスタント
- 熊田曜子と磯山さやかのオールナイトニッポンGOLD（2012年11月2日、ニッポン放送）
- 磯山さやかと奥山隆保先生ラジオ健康相談室（2013年4月1日 - 10月5日、ニッポン放送）
- 磯山さやかのGoodナイト!Goodトーク!（2013年10月12日 - 2019年9月23日、ニッポン放送）
- 今夜はLucky Night～さやかマンデー～（2021年3月29日 - 2024年3月25日、LuckyFM茨城放送）
- 磯山さやかのラジエール〜みんなのやる気を応援したい〜（2024年5月31日 - 、ニッポン放送 PODCAST STATION等）

ラジオドラマ
- FMシアター『握手をしよう』（2008年11月29日、NHK-FM） - 主演・トウコ 役[31]
- 青春アドベンチャー『スカラムーシュ』（2009年8月24日 - 9月11日、NHK-FM） - アリーヌ 役[32]
- FMシアター『この町に生きる』（2023年8月5日、NHK-FM） - ヒサ子 役[33]

#### プロ野球関連
- 山本圭壱の道楽野球〜サタデー〜（2005年10月 - 2006年4月1日、TBSラジオ）
- TBSラジオ エキサイトベースボール（2007年、TBSラジオ） - 番組女子マネジャー（「プロ野球ネットワーク」内にも出演）
- エキサイトベースボールマネージャーズ（TBSラジオ）
  - （2007年10月 - 2008年3月） - 火曜日、水曜日担当
  - （2008年9月 - 2009年3月） - 火曜日、日曜日担当
- キャッチ・ザ・エキサイトベースボール（TBSラジオ）
  - （2008年4月 - 2008年9月） - 毎週日曜
  - （2009年4月 - 2009年9月） - 毎週日曜
- サタデー・スポーツマネージャー（2009年10月 - 2010年4月、TBSラジオ） - 不定期出演

### 映画
- まいっちんぐマチコ!ビギンズ（2005年9月） - 主演・マチコ 役
- 痴漢男（2005年11月） - 岩下美帆『ロリ』役
- ヒトリマケ（2008年10月） - 幸せな家族 母親役
- 天装戦隊ゴセイジャー エピックON THEムービー （2010年7月） - ラシル（ゲストヒロイン） 役
- リアル鬼ごっこ（2015年7月） - むつこ 役 [34]
- クハナ!（2016年9月）
- 海辺の週刊大衆（2018年4月14日） - 磯山さやか（本人） 役
- 虎の流儀 〜激突! 燃える嵐の関門編〜（2022年10月）[35]
- 愛のこむらがえり（2023年6月23日） - 主演・佐藤香織 役（吉橋航也とのダブル主演）[9][10]

### 舞台
- ULTRA PURE!（2010年3月8日 - 22日 / 東京グローブ座、4月9日 - 11日 / シアターBRAVA!） - 横山みずほ 役
- 志村魂 - 初午の日に -（2010年7月1日 - 11日 / 天王洲 銀河劇場、7月16日 - 17日 / 広島厚生年金会館、7月21日 - 22日 / 福岡市民会館、7月27日 - 8月3日 / 中日劇場）
- 志村魂 - 初午の日に 再び! -（2011年7月1日 - 10日 / 天王洲 銀河劇場、7月16日 - 31日 / 中日劇場）
- 志村魂 - 先づ健康 -（2012年5月31日 - 6月10日 / 天王洲 銀河劇場、6月14日 - 24日 / 中日劇場、6月27日 - 28日 / 金沢歌劇座、7月2日 - 3日 / 福岡市民会館大ホール）

### 携帯コンテンツ
- EZ Today'Sウォッチ（EZチャンネルコンテンツ） - メインMC（2007年4月2日 - 11月30日）
- au styleチャンネル（EZチャンネルコンテンツ） - メインMC（2007年12月3日 - 2010年9月27日）
- au one ブックチャンネル（EZチャンネルコンテンツ） - 新人編集員（2007年12月3日 - 2009年4月27日）

### CM
- パチンコ土崎文化センター「もっと早く出会えたら編」（2004年4月 - 10月）
- バンダイ「機動戦士ガンダム一年戦争」
  - 「ティザー編」（2005年2月）
  - 「ゲーム本編」（2005年3月）
  - 「特別編」（2005年3月）
- 日本ケンタッキーフライドチキン「ファミリーパック〜ドライブ中にふと編〜」（2005年3月）
- 漫遊いばらき観光キャンペーン
  - 「磯山さやか いばらきを熱弁編」（2006年1月 - 2月）
  - 「磯山さやか やっぱり秋もいばらき編」（2006年9月 - 10月）
  - 「磯山さやか 友人と故郷二人旅編」（2007年10月 - 11月）
  - 「磯山さやか 落葉の舞編 」（2008年10月 - 11月）
- 日本コカ・コーラ「ジョージア」ジョージアG1チャレンジキャンペーン
  - 「ワンセグ編」（2006年8月 - 11月）
  - 「ワンセグ締切迫る編」（2006年11月）
- 「ENOCH ETERNAL」イメージキャラクター（2007年 - ）
- JBC（2012年10月）
- アートネイチャー「ラピーダ」（2014年9月）
- ストリートライフ（2021年 - ） - 仙台市の中古自動車販売店
- 山芳製菓「わさビーフ」(2022年9月 - )
- 大正製薬「ザ マイトルエッセンス」オフィシャルサポーター（2025年7月 - ） [36]

### ミュージック・ビデオ
- 中ノ森BAND「イソブラボー」
- 芋洗坂係長「オヤジだって恋をする」

### インターネット
- MIDTOWN TV火曜「城咲仁と磯山さやかの極めみち」（2007年7月 - 2008年2月、GyaO）
- ファミスタオンライン2 （2007年6月28日 - 8月3日、Hangame） - ゼネラルマネージャー
- 嗚呼!芸能界野球つく部〜野球LOVEだよ。人生は。〜（2009年4月15日 - 6月3日、第2日本テレビ）
- マイナビオールスター2018大討論会×サントリー-196℃ ストロングゼロ（2018年7月14日、AbemaTV SPORTSチャンネル）[37]
- 恋する男たち 第5話（2020年12月4日、Paravi） - 三橋えみり 役[38]
- MALICE 第3話・第6話・最終話（2023年9月14日 - 、U-NEXT） - 丸山香里 役[39]

### アニメ
- フロム アイズ（2004年3月） - 秋葉いつき 役（副音声）
- 東京大学物語 第2巻「仮面浪人編」（2004年3月） - 小泉真紀 役

### 雑誌
- AneCan（2015年1月号 - 2016年12月号、小学館） - 専属モデル

### コラム
- 6-4-3な磯山道（2008年4月 - 9月、読売新聞夕刊）※毎月1回金曜日
- 磯山さやか連載・マネーUHA-UHA大陸（2008年7月 - 2009年2月、『BIG tomorrow』青春出版社）
- 競艇コラム 磯山さやかのスポーツ魂（2009年6月18日 - 2010年3月22日、スポーツ報知）
- ボートヒーローSTORY（2010年6月8日 - 、スポーツ報知）

## 作品

### Video & DVD
- Hopeful（2001年2月、）
- cheer up!（2001年9月、VAP）
- Morning Star（2002年2月、ラインコミュニケーションズ）DVD : LCDV-20032 ／ VIDEO : LCVR-10032
- Cure（2002年5月、アクアハウス）
- さやかチャンネル（2002年9月、デジキューブ）
- Catch!（2003年2月、ラインコミュニケーションズ）
- D-Splash!（2003年6月、キングレコード）
- mou（2003年8月、）
- カバーガールズ（2003年9月、）
- Special DVD-BOX（2003年11月、）
- Soft touch（2003年11月、）
- 磯山さやか風味 1/2（2003年12月、エースコック・SuperDVDCup）
- 磯山さやか風味 2/2（2003年12月、エースコック・SuperDVDCup）
- 見上げてごらん夜の星を（2004年1月、）
- 上を向いて歩こう（2004年1月、）
- DVD-BOX 美しい十代（2004年1月、ポニーキャニオン）
- 青 〜 go looking for me 〜（2004年7月、）
- D-Splash! Special Price DVD（2004年9月、）
- 荒修行（2004年11月、リバプール）
- Beach Angels 磯山さやか in サイパン（2004年12月、バップ）
- TIME TRAVEL（2005年3月、GPミュージアムソフト）
- 和美人（2005年5月、）
- atelier 〜ボディペイント〜（2005年8月、）
- 「超星神グランセイザー スーパーバトルメモリー」(2005年、
- Roots（2005年11月、フォーサイド・ドット・コム）
- ねずみ小僧~ただいま参上!（2006年2月、竹書房）
- Choo Choo（2006年2月24日、竹書房）
- Ruby Fish（2006年2月25日、フォーサイド・ドット・コム）
- Asian Mermaid（2006年3月25日、フォーサイド・ドット・コム）

### CD
- 風のゆくえ/ちいさなせかい（2005年11月、ガールズレコード）
- Very Merry X'mas/Kiss and hugs（2005年12月、ガールズレコード）ほしのあき、佐藤寛子と組んだユニット マシュマロ・キッスとして。
- 女ねずみ小僧 ただいま参上!feat．磯山さやか&香田晋（2006年2月、コナミ）
- 見知らぬ国のトリッパー（アニメ「魔法の妖精ペルシャ」OPのカバー）、（2010年2月オムニバス「キラキラ〜魔女っ娘〜cluv」P-vine収録）磯山さやか×STRINGS BURN名義

### ゲーム
- まーじゃんパーティー アイドルと麻雀勝負（2004年、株式会社シービーシー）

### その他作品
- オリジナル香水「さやかの香」（フォーサイド・ドット・コム）
- パチンコ「CR女ねずみ小僧ただいま参上!」（ニューギン）

## 書籍

### 写真集
- ダブルパンチ（2001年2月、心交社）ISBN 978-4-88302-558-9
- Pre Pri - 17（2001年6月、ソニーマガジンズ）ISBN 978-4-7897-1689-5
- SOFT（2002年2月、彩文館出版）ISBN 978-4-916115-77-5
- Nectarine（2002年5月、アクアハウス）ISBN 978-4-86046-040-2
- Only You（2002年11月、ワニマガジン） ISBN 978-4-89829-869-5
- ムック「磯っ娘遊び」（2003年1月、スコラマガジン）
- 文庫本写真集 磯山さやか「ひ・み・つ」（2003年3月、竹書房）ISBN 978-4-8124-1154-4
- sa-ya（2003年4月、音楽専科社）ISBN 978-4-87279-129-7
- ムック「IN BEDROOM」（2003年5月、小学館）
- 単行本「もっと見て!」（2003年6月、竹書房）ISBN 978-4-8124-1172-8
- ムック「イ・SHOCK」（2003年8月、竹書房）ISBN 978-4-8124-1297-8
- 美しい十代 Her marvelous youthful days（2004年1月、扶桑社）ISBN 978-4-594-04282-0
- ムック「イソヤマニア」（2004年3月、扶桑社）ISBN 978-4-594-60356-4
- 超星神グランセイザーヒロインズ SAZER VISUAL（2004年4月、角川書店）ISBN 4-04-853745-8
- ism 〜isoyama sayaka max〜（2004年11月、ワニブックス）ISBN 978-4-8470-2831-1
- ムック「IS（イズ）」（2006年9月、学習研究社）ISBN 978-4-05-604334-1
- ムック「月刊100アニバーサリー」（2008年3月、新潮社）ISBN 978-4-10-790184-2
- 単行本「妄撮 モーサツ」（2008年6月、講談社）ISBN 978-4-0630-7757-5
- 郡上に行ってきました。（2008年10月、ワニブックス）ISBN 978-4-8470-4136-5
- yes no（2009年11月、講談社）ISBN 978-4-06-352816-9[40]
- ISO（2010年8月、学研パブリッシング）ISBN 978-4-05-606045-4
- AMISO!!（2011年2月、ワニブックス）ISBN 978-4-8470-4344-4
- 「月刊 NEO 磯山さやか」若妻風・磯山さやかのアバンチュール! （2012年1月27日、イーネット・フロンティア） ISBN 978-4-8620-5859-1
- GRATITUDE~30~（2013年10月23日、ワニブックス、撮影：橋本雅司）ISBN 978-4847045875
- milimili（2015年10月22日、ワニブックス、撮影：寺田茉布）ISBN 978-4847047916
- holiday（2017年9月29日、ワニブックス、撮影：矢西誠二）ISBN　978-4847049422|link=no}}
- and more（2023年10月20日、講談社、撮影：松田忠雄）ISBN 978-4-06-534086-8[41]
- 「磯山さやかデビュー２５ 周年写真集（仮）」（2025年10月22日、講談社）ISBN 978-4-06-541030-1[42]

### プロ野球関連
- 単行本「磯山さやかの『女子マネ』野球主義!」（2006年10月、ゴマブックス） ISBN 978-4-7771-0464-2